# 里克大街犹太会堂

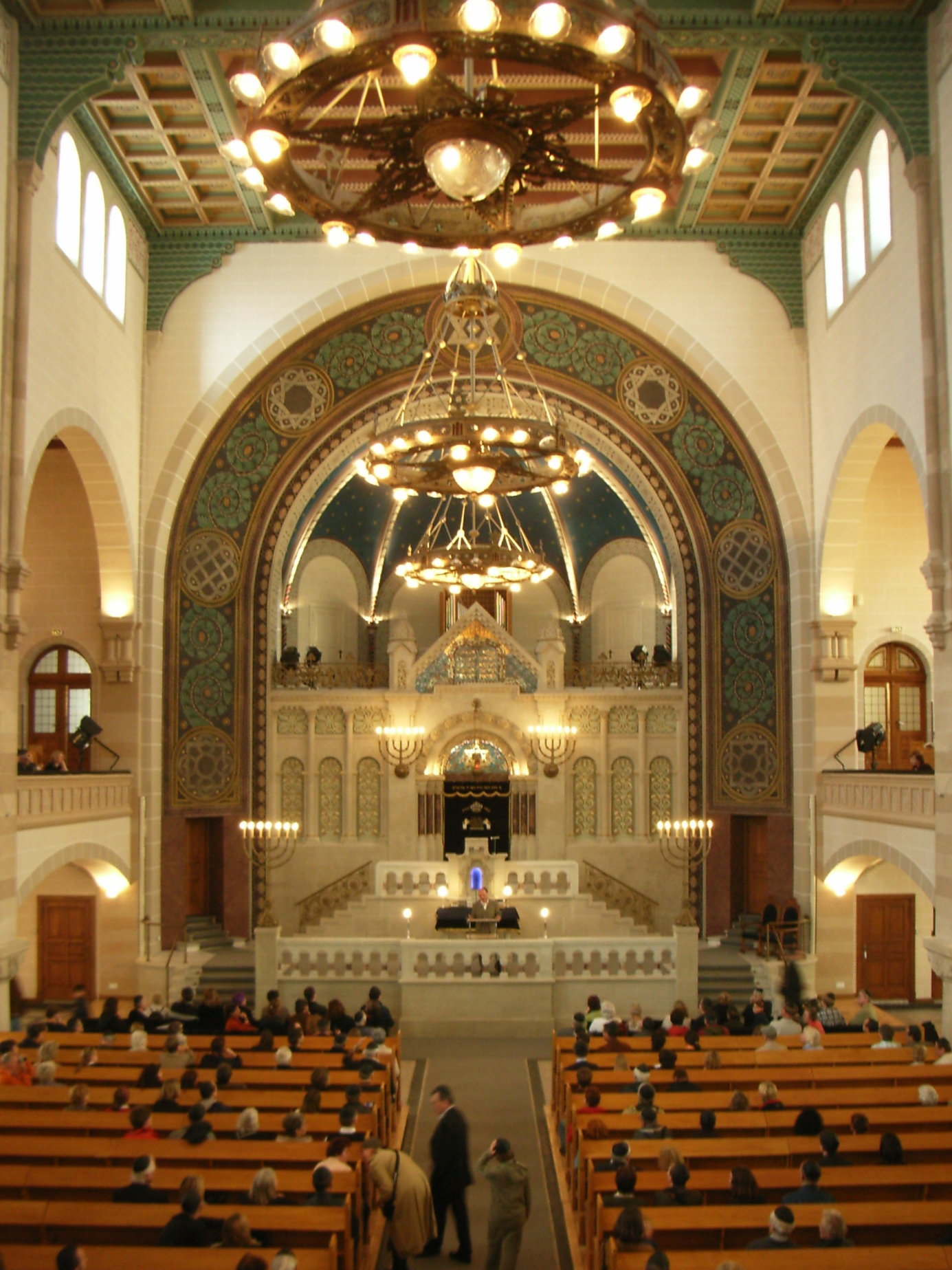

里克大街犹太会堂（Rykestrasse Synagogue）是德国最大的犹太会堂，位于柏林潘科区的普伦茨劳贝格。

## 历史
19世纪下半叶，柏林的犹太人人数增长迅速，1902年，他们在普伦茨劳贝格的里克大街买地，委托Johann Hoeniger设计，新建一座犹太会堂。1903年开工，1904年9月4日中午开幕，演奏的曲目中有韩德尔的D大调前奏曲。 
在1938年11月9日的水晶之夜，纳粹有组织地袭击犹太会堂和犹太企业，但是这座犹太会堂并没有烧毁，因为它位于一片住宅楼宇内部烧毁经书，砸碎家具后，在火蔓延到建筑物之前被扑灭，许多窗户被毁。拉比和其他男性教徒被逮捕，送往萨克森豪森集中营。
作为柏林少数损失较小的犹太会堂之一，1939年4月3日逾越节前夕重新开放。犹太人仍可定期举行仪式，直到1940年4月12日关闭。
1976年9月21日，东柏林将其列为文物，在1986/1987年进行维修。 
它的内部，现在可以容纳1,074人，原本有2,000坐位。这座犹太会堂原本属于自由派，男女混合座位，在安息日有合唱团演唱。经过了一年多的修复工作，恢复了战前的辉煌，在2007年8月31日重新开放。现在这是一座正统派犹太会堂，男女分坐。
今天，柏林有德国最大的犹太社区，拥有12000注册会员和八个犹太会堂。